# Spalax giganteus
Spalax giganteus é uma espécie de roedor da família Spalacidae. É endêmica da Rússia, onde pode ser encontrada na Cis-Caucasia e em Kalmykia.